# Areneo David
Areneo David, född 6 juni 1995, är en malawisk bågskytt. Han deltog vid olympiska sommarspelen 2016 och olympiska sommarspelen 2020.